# トラベラー (映画)
『トラベラー』（ペルシア語: مسافر Mosāfer、英語：The Traveller）は、1974年のイランのドラマ映画である。アッバス・キアロスタミの監督による。イランの小さな町の困り者で不道徳な10歳の少年ハッサン・ダラビの物語である。彼はサッカーイラン代表のテヘランで行われる大事な試合を観戦したいと思っている。それを成し遂げるために、彼は友人や隣人を騙す。数々の冒険の後、彼は最終的に試合の時間にテヘランスタジアムに到着した。この映画が語りかけるものは、その少年の目的に対する決意と、他者とりわけ身近にいる者に対する行動が及ぼす影響への彼の無関心である。その要因により、その映画は人間の行動様式を、また正否のバランスを審査するものである。